# Jan De Nul Group
Le Jan De Nul Group est une société luxembourgeoise et l'une des plus grandes entreprises de dragage au monde. Le groupe dispose également d'un grand bureau en Belgique, à savoir à Hofstade (Alost).

## Histoire
La société a été fondée en 1938 Hofstade (près d'Alost) par Jan De Nul et a été initialement utilisée dans le génie civil et la construction maritime. En 1951, la société a rejoint le secteur du dragage. Cette année-là, De Nul effectue pour la première fois un projet de dragage majeur, à savoir la construction du Canal Périphérique de Gand. La compagnie a acheté la drague à élinde traînante « Sanderus » en 1968 pour lancer le premier projet à l'étranger au Havre en France. En 1993, Jan De Nul participe à ce qui est appelé le contrat de dragage du 20e siècle : le dragage et le remblayage pour la construction du nouvel aéroport international de Hong Kong sur l'île de Chek Lap Kok.
En 1996, Envisan s'ajoute à De Nul. Cette société a été fondée en 1992 et se spécialise dans l’assainissement du sol et des eaux souterraines. En 2009, le groupe fait partie d'un consortium international pour la construction de six nouvelles écluses dans le canal de Panama. Les écluses sont une copie de l'écluse de Berendrecht dans le port d'Anvers, où De Nul a également participé en 1989. Actuellement, De Nul participe au consortium pour la construction de l'écluse du Deurganckdok dans le port d'Anvers, la plus grande écluse du monde une fois achevée.
Le groupe a également participé à l'élargissement du canal de Suez en 2015.

## Activités
Le dragage est devenu l'activité principale de Jan De Nul. à côté de cela, le groupe réalise également des travaux terre-plein, la construction de pipelines et le sauvetage maritime.
Le Jan De Nul Group, sous la direction de Jan Pieter De Nul, est devenu l'un des plus grands acteurs dans le dragage. Cette société possède les plus grandes dragues à élinde traînante : le Cristóbal Colón et les navires-jumeaux Leiv Eiriksson et Vasco Da Gama, avec des tonnages respectifs de 78 000 et 59 000 tonnes.
Le Groupe est par ailleurs en possession d'une des plus grandes et plus puissantes dragues à « tête-coupeuse » dans le monde : le JFJ De Nul disposant de 27 240 kW. En 2010, la flotte des dragues de ce type a été élargie avec quelques modèles de plus de 23 000 kW.
Le groupe dispose également de trois câbliers, en attend un de plus en 2026, et un cinquième est en commande.
Il intervient dans la pose d'éoliennes en mer, notamment à l'aide du navire auto-élévateur Vole au Vent.

## Résultats
En 2007, le Jan De Nul Group a réalisé un chiffre d'affaires de près de 2 milliards d'euros, plus de deux fois plus qu'en 2005. 85 % du chiffre d'affaires provient du dragage, 13 % de la construction civile (maîtrise d'œuvre) et 3 % de l'écologie (assainissement). En 2006, le groupe comptait environ 2 300 employés.
Le tableau ci-dessous résume les résultats de Jan De Nul depuis 2005. Le dragage est clairement le cœur de métier du groupe avec une part de 70 % du chiffre d'affaires en 2012.
| Année | Chiffre d'affaires (en millions d'euros) | Bénéfice net (en millions d'euros) | Nombre d'employés |
| ----- | ---------------------------------------- | ---------------------------------- | ----------------- |
| 2005  | € 795                                    | € 81                               | 3.002             |
| 2006  | € 1.191                                  | € 182                              | 3.728             |
| 2007  | € 1.830                                  | € 338                              | 4.203             |
| 2008  | € 1.883                                  | € 79                               | 4.985             |
| 2009  | € 2.103                                  | € 253                              | 5.034             |
| 2010  | € 1.801                                  | € 113                              | 5.416             |
| 2011  | € 2.110                                  | € 201                              | 5.939             |
| 2012  | € 2.114                                  | € 116                              | 6.173             |
| 2013  | € 2.124                                  | € 123                              | n.d.              |
| 2014  | € 2.043                                  | € 145                              | 5.990             |

## Réalisations
- Palm Islands
- Dubai Waterfront
- Redressement de l'Herald of Free Enterprise en 1987 (conjointement avec Smit International et d'autres sociétés).
- Dragage de maintenance en Argentine, l'entreprise se retrouve par ailleurs pointée du doigt par les médias argentins dans un énorme scandale de corruption qui ébroue actuellement ce pays d'Amérique du Sud[7],[8].
- Développement du port de Mesaieed au Qatar.
- Construction des nouvelles écluses et l’accès au canal de Panama, côté Pacifique (entrée Pacifique Nord du chenal d'accès, Pacific Entrance North Acces Channe, PENAC).
- Participation à l'élargissement du canal de Suez en 2015.